# Muskar I
Muskar I (?~1168) es un rey ficticio de la historieta Las Aventuras de Tintín, primer soberano de Syldavia.

## Biografía
En 1127, tras doscientos años de dominación turca, el caudillo eslavo  Hveghi aglutinó a las fuerzas irregulares del país y tras la batalla de Zileherum, logró la retirada de las tropas otomanas y, con ello, la independencia del país. Fue proclamado rey con el nombre de Muskar I en Zileheroum, ciudad que sería inmediatamente renominada Klow por las tropas libertadoras.
Muskar I fue un rey sabio. Vivió en paz con sus vecinos y condujo al país a un período de prosperidad. Murió en 1168 llorado por todos sus súbditos.

## Posteridad
A pesar de su gran esfuerzo por liberar el país y por llevarlo a unas cotas de bienestar desconocidas hasta entonces en el área balcánica, tras su muerte fue sucedido por su hijo Muskar II, rey débil, con el que comenzaría la decanencia de la nación, una decadencia que habría de desembocar en la invasión borduria del año 1195.

## Etimología
En el idioma syldavo musk significa "valiente" y kar (término arcaico) "rey". En syldavo moderno "rey" se denomina könikstz".